# Landtagswahlkreis Kiel-Ost
Der Wahlkreis Kiel-Ost (Wahlkreis 14) ist ein Landtagswahlkreis in Schleswig-Holstein. Der Wahlkreis umfasst einen Teil der Landeshauptstadt Kiel. Die Wahlkreisgrenze wird wie folgt beschrieben:
„Beginnend an der Begrenzungslinie des Wahlkreises 14 am südlichen Ufer der Hörn entlang der Wasserlinie des Ostufers des Kieler Hafens in nördlicher Richtung bis zur Stadtgrenze zur Gemeinde Mönkeberg, der östlichen und südliche Stadtgrenze folgend bis zur Begrenzungslinie des Wahlkreises 14, dieser folgend zurück bis zum Ausgangspunkt am südlichen Ufer der Hörn.“
Der Wahlkreis gilt als Hochburg der SPD, die ihn bis 2017 stets gewinnen konnte und bei der Landtagswahl 2022 hier ihr landesweit drittbestes Zweitstimmenergebnis erzielen. Von 1992 bis 2005 war Kiel-Ost der Wahlkreis von Heide Simonis. 2022 konnte erstmals die CDU den Wahlkreis gewinnen.

## Landtagswahl 2022
Die Landtagswahl 2022 ergab folgendes vorläufiges Ergebnisse:
| Gegenstand der Nachweisung | Gegenstand der Nachweisung | Erst- stimmen | Erst- stimmen | Zweit- stimmen | Zweit- stimmen |
| Bewerber                   | Partei                     | Anzahl        | %             | Anzahl         | %              |
| -------------------------- | -------------------------- | ------------- | ------------- | -------------- | -------------- |
| Wahlberechtigte            | Wahlberechtigte            | 53.963        | 53.963        | 53.963         | 53.963         |
| Wähler                     | Wähler                     | 26.402        | 26.402        | 26.402         | 26.402         |
| Ungültige Stimmen          | Ungültige Stimmen          | 405           | 1,5           | 215            | 0,8            |
| Gültige Stimmen            | Gültige Stimmen            | 25.997        | 98,5          | 26.187         | 99,2           |
| davon                      |                            |               |               |                |                |
| Seyran Papo                | CDU                        | 7.645         | 29,4          | 8.936          | 34,1           |
| Serpil Midyatli            | SPD                        | 6.804         | 26,2          | 5.374          | 20,5           |
| Nelly Waldeck              | GRÜNE                      | 5.057         | 19,5          | 5.099          | 19,5           |
| Dennys Bornhöft            | FDP                        | 1.603         | 6,2           | 1.472          | 5,6            |
| Knut Frenzel               | AfD                        | 1.456         | 5,6           | 1.330          | 5,1            |
| Björn Thoroe               | DIE LINKE                  | 999           | 3,8           | 948            | 3,6            |
| Pascal Schmidt             | SSW                        | 1.704         | 6,6           | 1.646          | 6,3            |
| –                          | PIRATEN                    | –             | –             | 86             | 0,3            |
| –                          | FREIE WÄHLER               | –             | –             | 86             | 0,3            |
| Florian Wrobel             | Die PARTEI                 | 578           | 2,2           | 414            | 1,6            |
| –                          | Z.                         | –             | –             | 30             | 0,1            |
| –                          | dieBasis                   | –             | –             | 312            | 1,2            |
| –                          | Die Humanisten             | –             | –             | 61             | 0,2            |
| –                          | Gesundheitsforschung       | –             | –             | 25             | 0,1            |
| –                          | Tierschutzpartei           | –             | –             | 256            | 1,0            |
| Lea Barckhan               | Volt                       | 151           | 0,6           | 112            | 0,4            |

Neben der erstmals direkt gewählten Seyran Papo (CDU), die 2012 noch für die LINKE angetreten war, konnten auch die SPD-Landesvorsitzende und bisherige Wahlkreisabgeordnete Serpil Midyatli und Nelly Waldeck (Grüne) über die Landesliste ihrer Parteien in den Kieler Landtag einziehen. Der FDP-Direktkandidat Dennys Bornhöft, der dem Landtag seit 2017 über die Landesliste angehört hatte, schied aufgrund der Stimmenverluste der Liberalen aus dem Landtag aus.

## Landtagswahl 2017
| Direktkandidat             | Partei       | Erststimmen in % | Zweitstimmen in % |
| -------------------------- | ------------ | ---------------- | ----------------- |
| Floriana Igrishta          | CDU          | 28,0             | 23,0              |
| Bernd Heinemann            | SPD          | 40,4             | 32,5              |
| Ulrich Hühn                | GRÜNE        | 9,0              | 13,1              |
| Christina Musculus-Stahnke | FDP          | 6,4              | 9,1               |
| Andreas Heinrich           | PIRATEN      | 2,6              | 1,5               |
| Marcel Schmidt             | SSW          | 3,3              | 4,0               |
| Esra Toguz                 | LINKE        | 6,7              | 7,3               |
| –                          | FAMILIE      | –                | 0,6               |
| –                          | Freie Wähler | –                | 0,5               |
| –                          | AfD          | –                | 7,5               |
| Falko Vehling              | LKR          | 1,2              | 0,3               |
| Maximilian Wolter          | Die Partei   | 1,7              | 1,2               |
| –                          | Z.SH         | –                | 0,2               |

Der Wahlkreis wurde im Landtag durch den direkt gewählten Abgeordneten Bernd Heinemann (SPD) vertreten, der das Mandat seit 2009 innehatte.

## Landtagswahl 2012
| Direktkandidat             | Partei       | Erststimmen in % | Zweitstimmen in % |
| -------------------------- | ------------ | ---------------- | ----------------- |
| Maren Schomaker            | CDU          | 23,1             | 18,6              |
| Bernd Heinemann            | SPD          | 49,1             | 41,3              |
| Christina Musculus-Stahnke | FDP          | 2,5              | 5,3               |
| Mukhtaar Cali              | GRÜNE        | 9,3              | 13,0              |
| Seyran Papo                | LINKE        | 4,9              | 4,4               |
| -                          | SSW          | -                | 4,1               |
| Heiko K. L. Schulze        | PIRATEN      | 10,0             | 10,2              |
| -                          | Freie Wähler | -                | 0,5               |
| Jens Lütke                 | NPD          | 1,1              | 1,1               |
| –                          | FAMILIE      | –                | 1,1               |
| –                          | MUD          | –                | 0,3               |

Der Wahlkreis wurde im Landtag durch den wiedergewählten Abgeordneten Bernd Heinemann (SPD) vertreten.

## Landtagswahl 2009
| Direktkandidat       | Partei  | Erststimmen in % | Zweitstimmen in % |
| -------------------- | ------- | ---------------- | ----------------- |
| Dagmar Kerssenbrock  | CDU     | 23,5             | 20,8              |
| Bernd Heinemann      | SPD     | 39,8             | 34,0              |
| Heinrich Garg        | FDP     | 8,7              | 11,0              |
| Monika Heinold       | GRÜNE   | 11,7             | 12,9              |
| -                    | SSW     | -                | 4,0               |
| Hüseyin Kent         | LINKE   | 9,2              | 10,2              |
| Richard Marnau       | PIRATEN | 2,7              | 2,7               |
| Uwe Schäfer          | NPD     | 1,6              | 1,5               |
| Yonca Toepffer-Lasch | FW-SH   | 1,3              | 0,8               |
| Rolf Peters          | RENTNER | 1,4              | 1,2               |
| –                    | FAMILIE | –                | 0,7               |
| –                    | RRP     | –                | 0,3               |
| –                    | IPD     | –                | 0,1               |

Neben dem neu gewählten Wahlkreisabgeordneten Bernd Heinemann (SPD), der die Nachfolge der ehemaligen Ministerpräsidentin Heide Simonis antrat, zogen die Direktkandidaten der FDP, der bisherige Sozialminister Heiner Garg, und der Grünen, Monika Heinold, erneut über die Landesliste ihrer jeweiligen Partei, in das Landesparlament ein. Heinold legte ihr am Mandat am 12. Juni 2012, nachdem sie zur Finanzministerin ernannt worden war.

## Landtagswahl 2005
Die Landtagswahl 2005 ergab folgendes Ergebnisse:
| Gegenstand der Nachweisung | Gegenstand der Nachweisung | Erst- stimmen | Erst- stimmen | Zweit- stimmen | Zweit- stimmen |
| Bewerber                   | Partei                     | Anzahl        | %             | Anzahl         | %              |
| -------------------------- | -------------------------- | ------------- | ------------- | -------------- | -------------- |
| Wahlberechtigte            | Wahlberechtigte            | 52.772        | 52.772        | 52.772         | 52.772         |
| Wähler                     | Wähler                     | 31.080        | 31.080        | 31.080         | 31.080         |
| Ungültige Stimmen          | Ungültige Stimmen          | 1.069         | 3,6           | 542            | 1,6            |
| Gültige Stimmen            | Gültige Stimmen            | 30.011        | 96,4          | 30.538         | 98,4           |
| davon                      |                            |               |               |                |                |
| Heide Simonis              | SPD                        | 17.961        | 59,8          | 14.292         | 46,8           |
| ?                          | CDU                        | 8.879         | 29,6          | 8.445          | 27,7           |
| Heiner Garg                | FDP                        | 1.294         | 4,3           | 1.608          | 5,3            |
| Monika Heinold             | GRÜNE                      | 979           | 3,3           | 2.752          | 9,0            |
| –                          | SSW                        | –             | –             | 1.215          | 4,0            |
| –                          | NPD                        | –             | –             | 861            | 2,8            |
| –                          | FAMILIE                    | –             | –             | 257            | 0,8            |
| ?                          | Übrige                     | 898           | 3,0           | 1.108          | 3,6            |

Neben der direkt gewählten Wahlkreisabgeordneten und Ministerpräsidentin Heide Simonis (SPD), die dem Landtag seit 1992 angehörte, wurden die Kandidaten der FDP, Heiner Garg, und der Grünen, Monika Heinold, über die Landeslisten ihrer jeweiligen Partei gewählt. Heide Simonis legte ihr Mandat am 23. April 2005 nieder, nachdem sie nicht wieder zur Ministerpräsidentin gewählt worden war.

## Bisherige Abgeordnete
Direkt gewählte Abgeordnete des Wahlkreises Kiel-Ost waren:
| Jahr | Direktkandidat    | Partei | Erststimmen in % |
| ---- | ----------------- | ------ | ---------------- |
| 2022 | Seyran Papo       | CDU    | 29,4             |
| 2017 | Bernd Heinemann   | SPD    | 40,4             |
| 2012 | Bernd Heinemann   | SPD    | 49,1             |
| 2009 | Bernd Heinemann   | SPD    | 39,8             |
| 2005 | Heide Simonis     | SPD    | 59,8             |
| 2000 | Heide Simonis     | SPD    | 65,2             |
| 1996 | Heide Simonis     | SPD    | 52,1             |
| 1992 | Heide Simonis     | SPD    | 58,8             |
| 1988 | Wilhelm Marschner | SPD    | 72,1             |
| 1987 | Wilhelm Marschner | SPD    | 63,5             |
| 1983 | Wilhelm Marschner | SPD    |                  |
| 1979 | Wilhelm Marschner | SPD    | 61,2             |
| 1975 | Wilhelm Marschner | SPD    | 58,9             |
| 1971 | Jochen Steffen    | SPD    | 60,0             |
| 1967 | Jochen Steffen    | SPD    | 57,0             |
| 1962 | Wilhelm Käber     | SPD    | 59,2             |
| 1958 | Julius Bredenbeck | SPD    | 57,2             |
| 1954 | Andreas Gayk      | SPD    | 52,0             |
| 1950 | Andreas Gayk      | SPD    | 52,9             |